# Changzhutan
Changzhutan of Chang-Zhu-Tan (Engels: Greater Chángshā Metropolitan Region is de naam van een metropoolgebied in de provincie Hunan, Volksrepubliek China. Het omvat onder andere de steden Changsha, Xiangtan en Zhuzhou. De metropool heeft 11,5 miljoen inwoners.

## Galerij

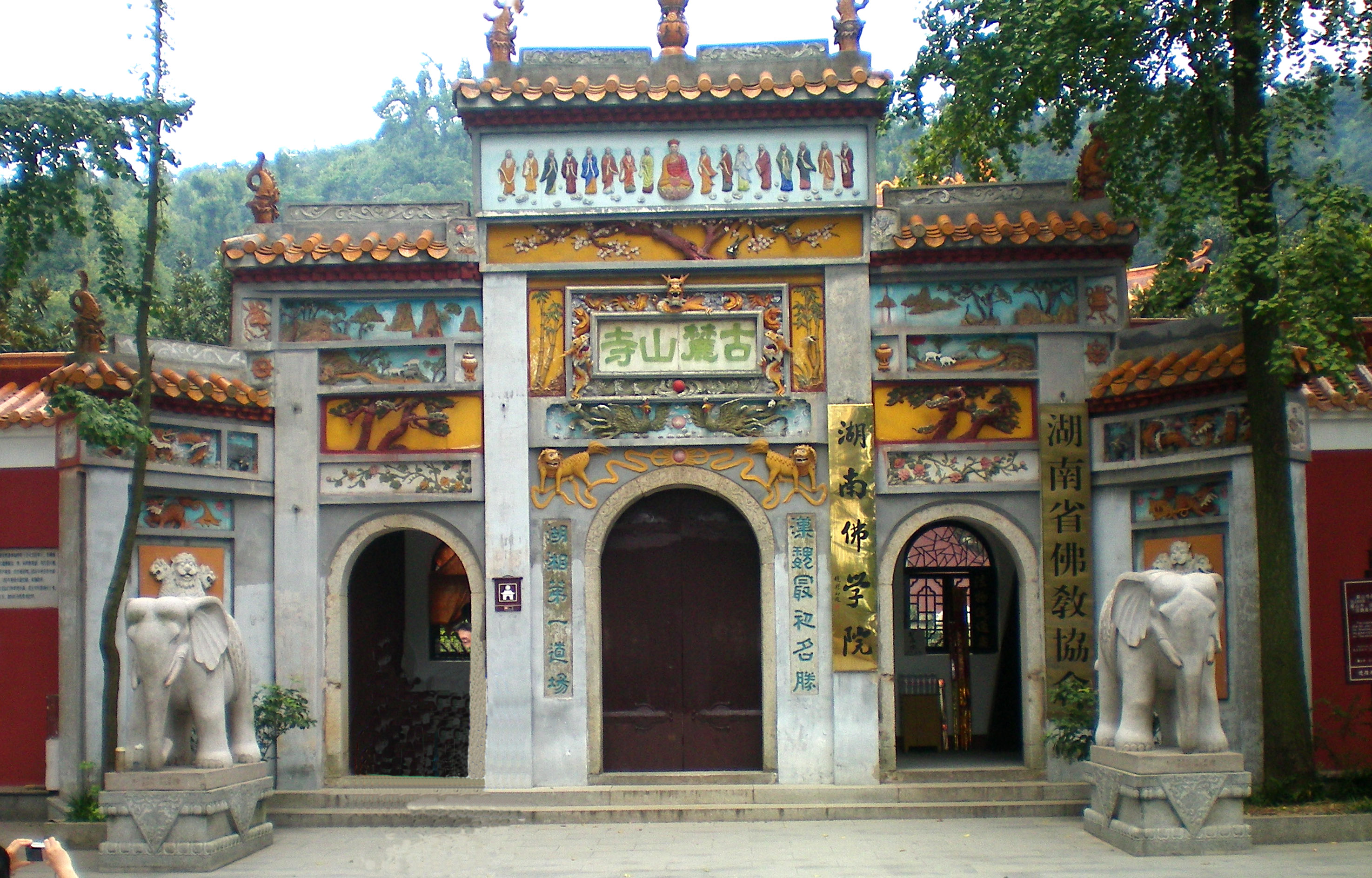
Lushantempel
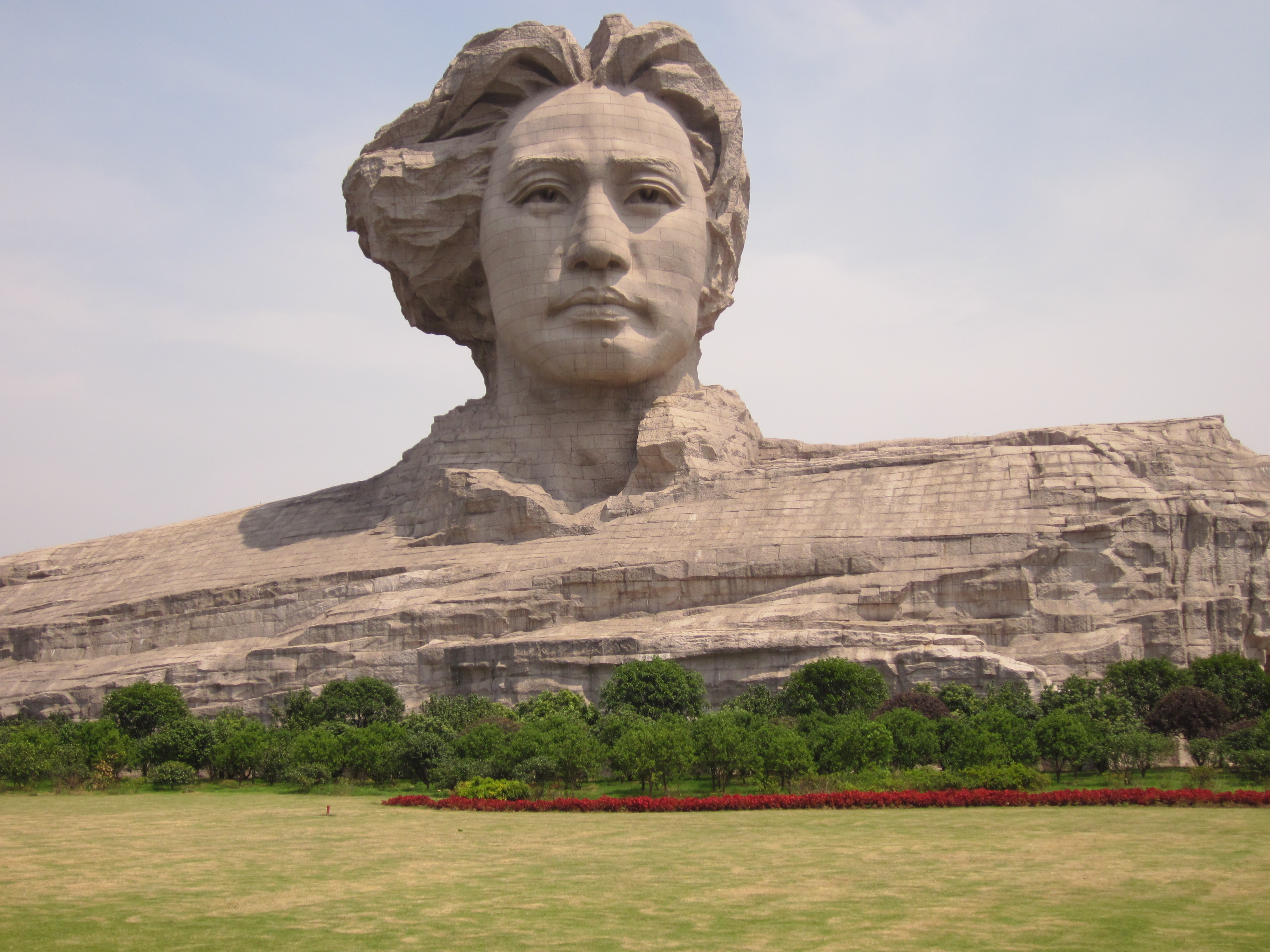
Beeldhouwwerk van de jonge Mao Zedong